# Alex Wayman
Alex Wayman (* 11. Januar 1921; † 22. September 2004) war ein Tibetologe und Indologe, sowie Professor für Sanskrit an der Columbia University.
Nach der Erlangung seines B.A. (1948), M.A. (1949) und Ph. D. (1959) von der University of California, Los Angeles kam er im Jahr 1966, zunächst als visiting associate professor of religion, an die Columbia University. 1967 wurde er Professor für Sanskrit und blieb in dieser Stellung bis zu seiner Emeritierung im Jahr 1991.
Wayman verfasste mehrere Bücher über buddhistische Themen, so zum tantrischen Buddhismus und zur buddhistischen Logik.